# 再会〜君に綴る〜
『再会〜君に綴る〜』（さいかい 〜きみにつづる〜）は、岡本真夜7枚目のオリジナルアルバム。2005年5月18日に発売された。販売元はavex io。

## 収録
- エイベックスのavex io移籍後初のアルバムで、オリジナルアルバムとしては前作『Dear…』以来3年2ヶ月ぶりとなる。

## 収録曲
全作詞・作曲：岡本真夜、編曲：武部聡志
1. 僕らのmerry-go-round
2. 泣かないで
3. 美しき人
  - 17thシングル。NTV系『爆笑問題のススメ』エンディング・テーマ。
4. いつも二人で
5. 君が涙
  - 17thシングルのカップリング。
6. 1%の光
7. summer day
8. 空
  - 16thシングルのカップリング。
9. Who is in love?
10. かけがえない人よ
  - 16thシングル。